# بوب سمولهوت
بوب سمولهوت (بالهولندية: Bob Smalhout) (مواليد 13 أكتوبر 1927م في أمستردام - الوفاة 2 يوليو 2015م في هولندا)، طبيب، أستاذ جامعي، كاتب صحفي وسياسي هولندي.

## السيرة الذاتية
شغل سمولهوت منصب رئيس قسم التخدير في المستشفى الجامعي بأوترخت (1960-1969)، وفي المستشفى العسكري بنفس المدينة (1960-1971)، وبعد ذلك أصبح أستاذا في مجال التخدير بجامعة أوتريخت في عام 1969، واشتهر في عام 1972 عند إفصاحه عن تسجيل عدد كبير جدا من الوفيات في المستشفيات بسبب أخطاء التخدير. مما أدى إلى تغيير أساليب التخدير في هولندا، نتج عنه انخفاض في معدل الوفيات.
عند تقاعده في عام 1992م، بدأ العمل في أسبوعيةالتلغراف كصحفي الرأي. كان عام 2003 على رأس قائمة الإنتخابات العامة الهولندية، حيث كان يمثل حزب قائمة بيم فورتاين لكن لم يحظ بأي صوت.